# Павлово (Кировский район)
Па́влово — посёлок городского типа в Кировском районе Ленинградской области России, административный центр Павловского городского поселения.

## История
Населённый пункт возник в конце XIX — начале XX века при карьерах и кирпичном производстве.
Посёлок Павлово учитывается областными административными данными с 1 января 1924 года в Аннинском сельсовете Октябрьской волости Ленинградского уезда. Однако в данных переписи населения СССР 1926 года по Аннинскому сельсовету посёлок отсутствует.
С февраля 1927 года в составе Мгинской волости, с августа 1927 года, в составе Мгинского района.
С 1931 года в составе Ленинградского Пригородного района.
С 1936 года вновь в составе Мгинского района.

План посёлка Павлово. 1941 год

Согласно топографической карте РККА 1941 года посёлок насчитывал 53 двора. В посёлке находились почта, пристань, телеграф, кирпичный завод и отделение совхоза «Торфянник».
Посёлок был освобождён от немецко-фашистских оккупантов 21 января 1944 года.
С 1944 года в составе Ивановского сельсовета.
С 1957 года в составе Ивановского поссовета.
Решением Ленинградского облисполкома от 29 мая 1959 года посёлок Павлово был отнесён к категории рабочих посёлков (посёлок городского типа) в составе Павловского поссовета Мгинского района. Тогда же в черту рабочего посёлка был включён посёлок Лобаново.
С 1960 года в составе Тосненского района.
С 1963 года Павловский поссовет подчинён Тосненскому горсовету.
С 1965 года Павловский поссовет подчинён Кировскому горсовету.
7 января 1972 года в посёлке Павлово родилась Светлана Журова — российская спортсменка, олимпийская чемпионка, депутат Госдумы России.
По данным 1973 года посёлок находился в подчинении Кировского горсовета Тосненского района.
С 1977 года в составе Кировского района.
По данным 1990 года посёлок являлся административным центром Павловского поселкового совета Кировского района в который входили 4 населённых пункта: деревня Горы; посёлки Дачное, Новинка, Павлово, общей численностью населения 4400 человек.
В черту современного посёлка Павлово входят исторические деревни Петрушино (Петрушкино, Большое и Малое), Лобаново (Усть-Мга, Елизаветино) и Анненское (Мойка, сельцо Резановское).

## География
Посёлок расположен в западной части района на автодороге 41К-121 (Санкт-Петербург — Кировск) в месте примыкания к ней автодороги 41А-004 (Павлово — Мга — Луга).
Расстояние до районного центра — 10 км.
В посёлке находятся: железнодорожная станция Павлово-на-Неве (изначально Силикатная) и платформа Геройская на линии Ладожский вокзал — Горы. Расстояние до станции Горы — 4 км.
Посёлок находится при впадении реки Мга в Неву. Есть пристань на Неве.

## Демография
Изменение численности населения:

## Экономика
Основное предприятие посёлка — завод силикатного кирпича. Также с 2003 года работает конфетная фабрика ООО «ФинТур».

## Фотогалерея

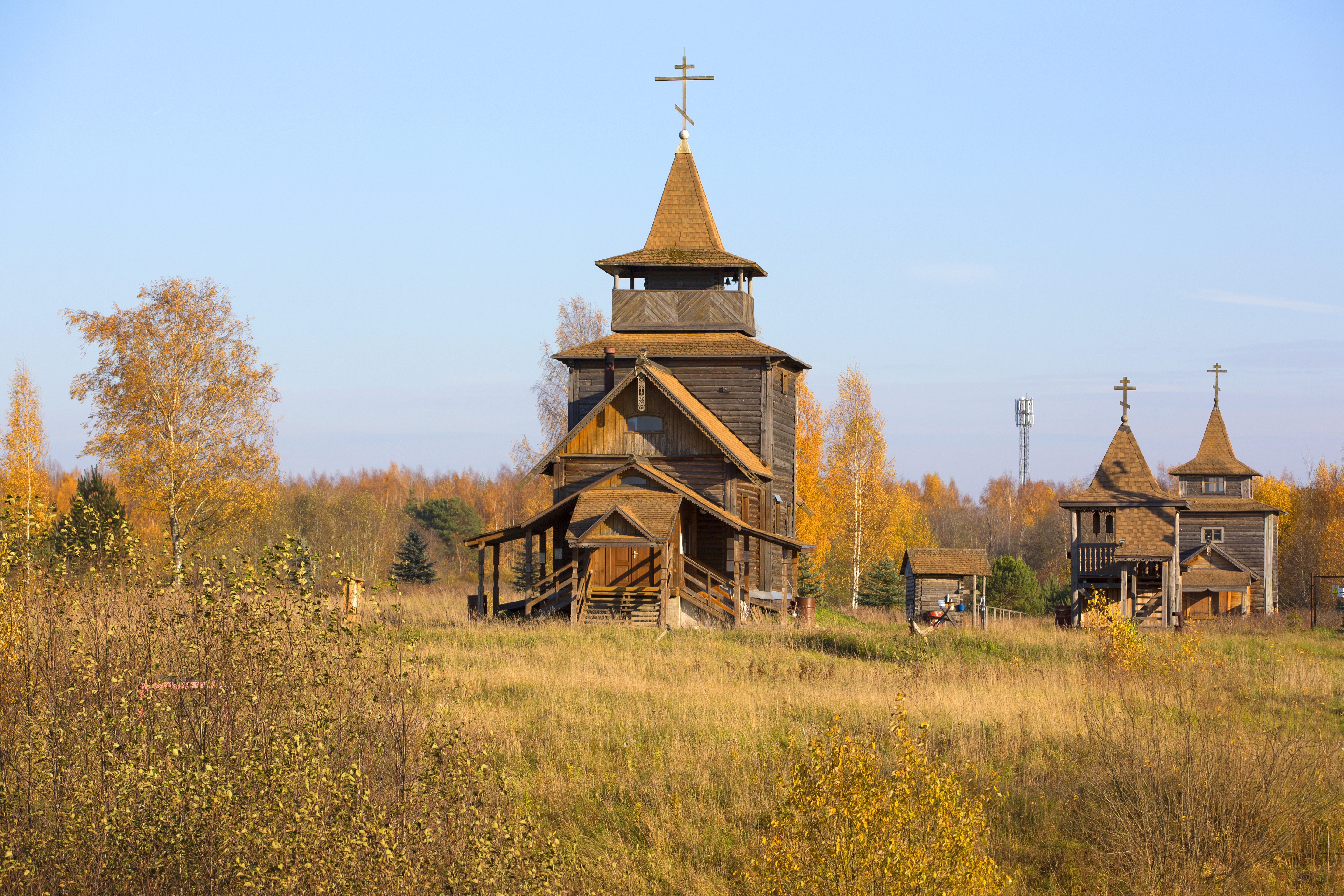
Церкви в Павлово
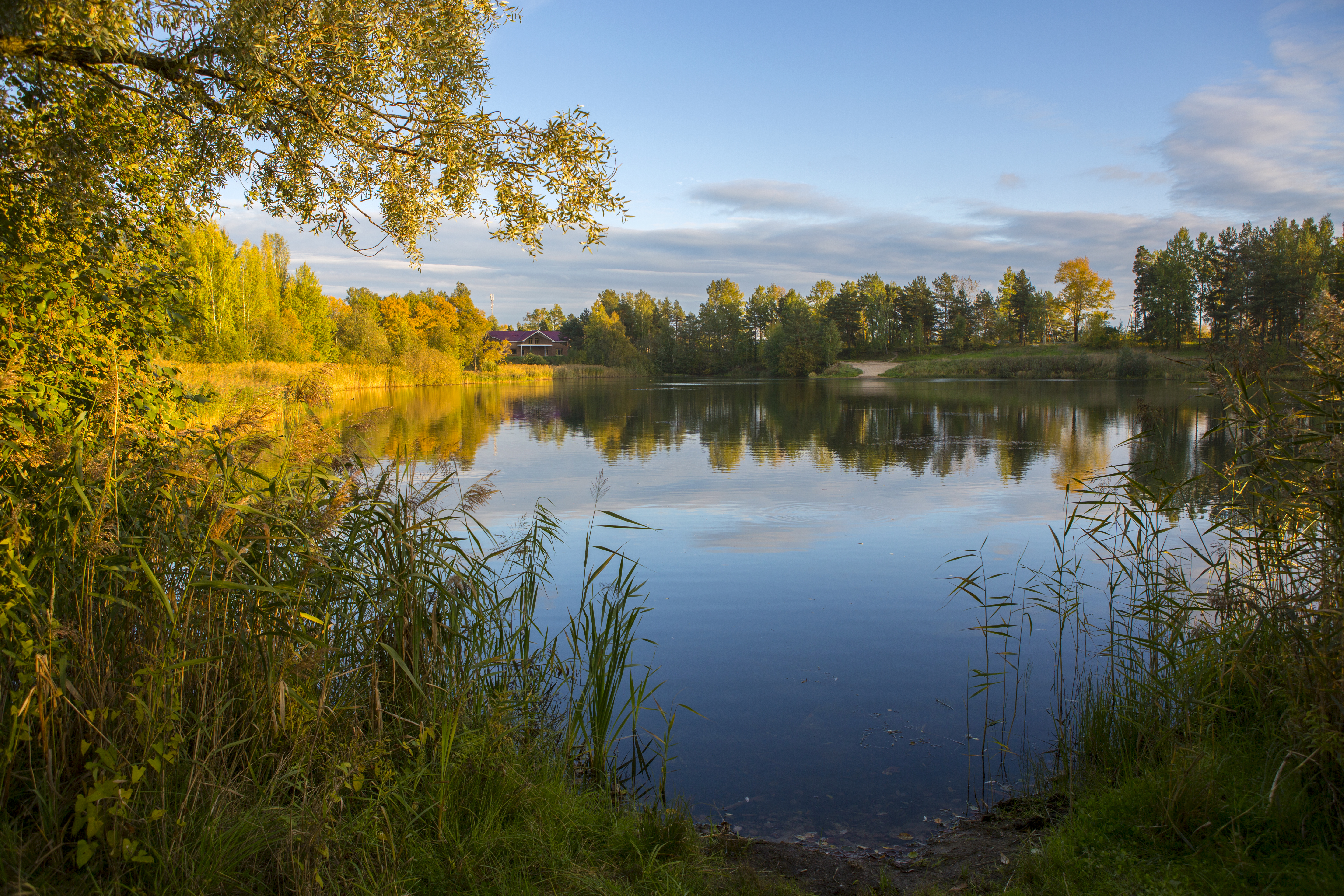
Бывший песчаный карьер в Павлово
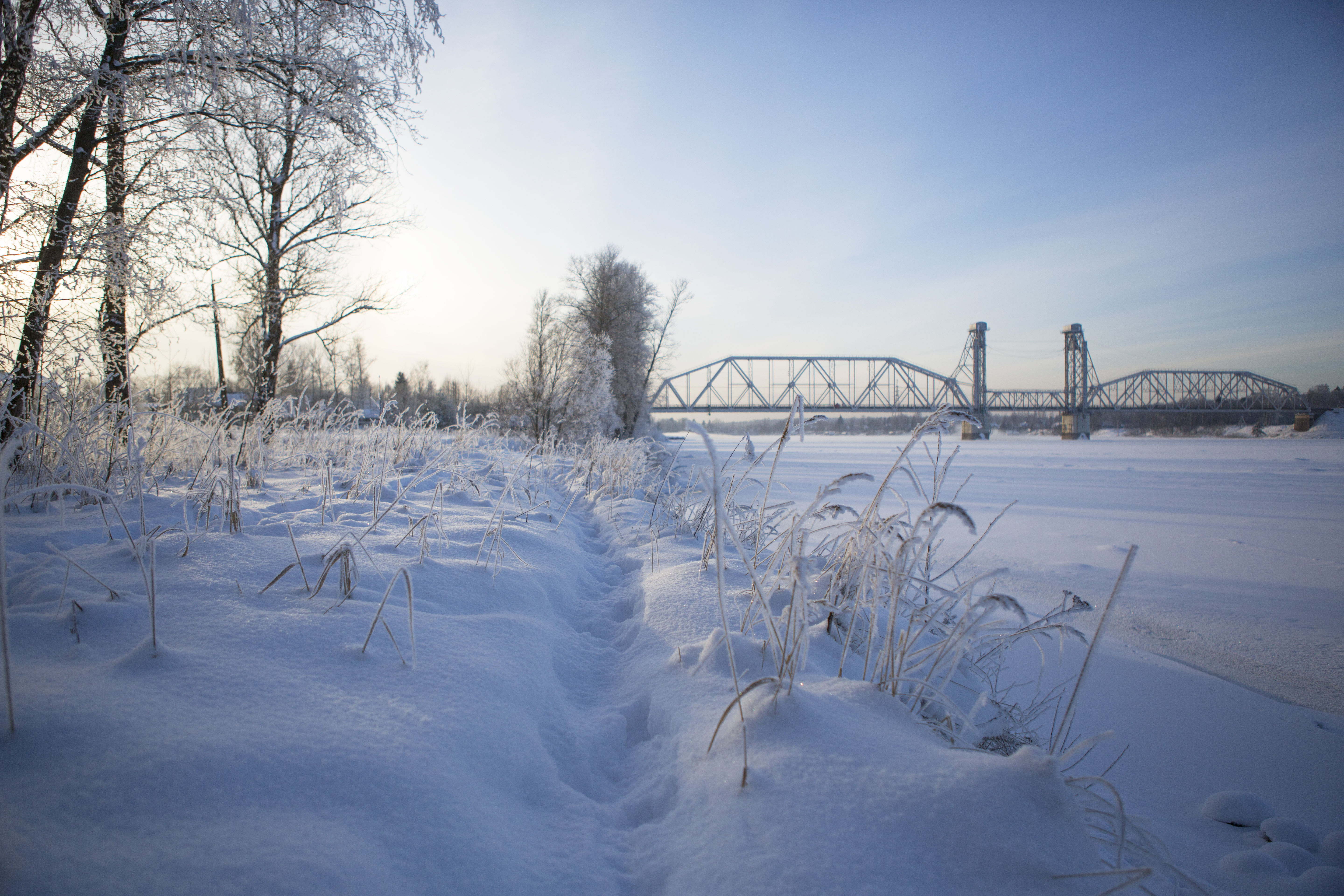
Кузьминский железнодорожный мост
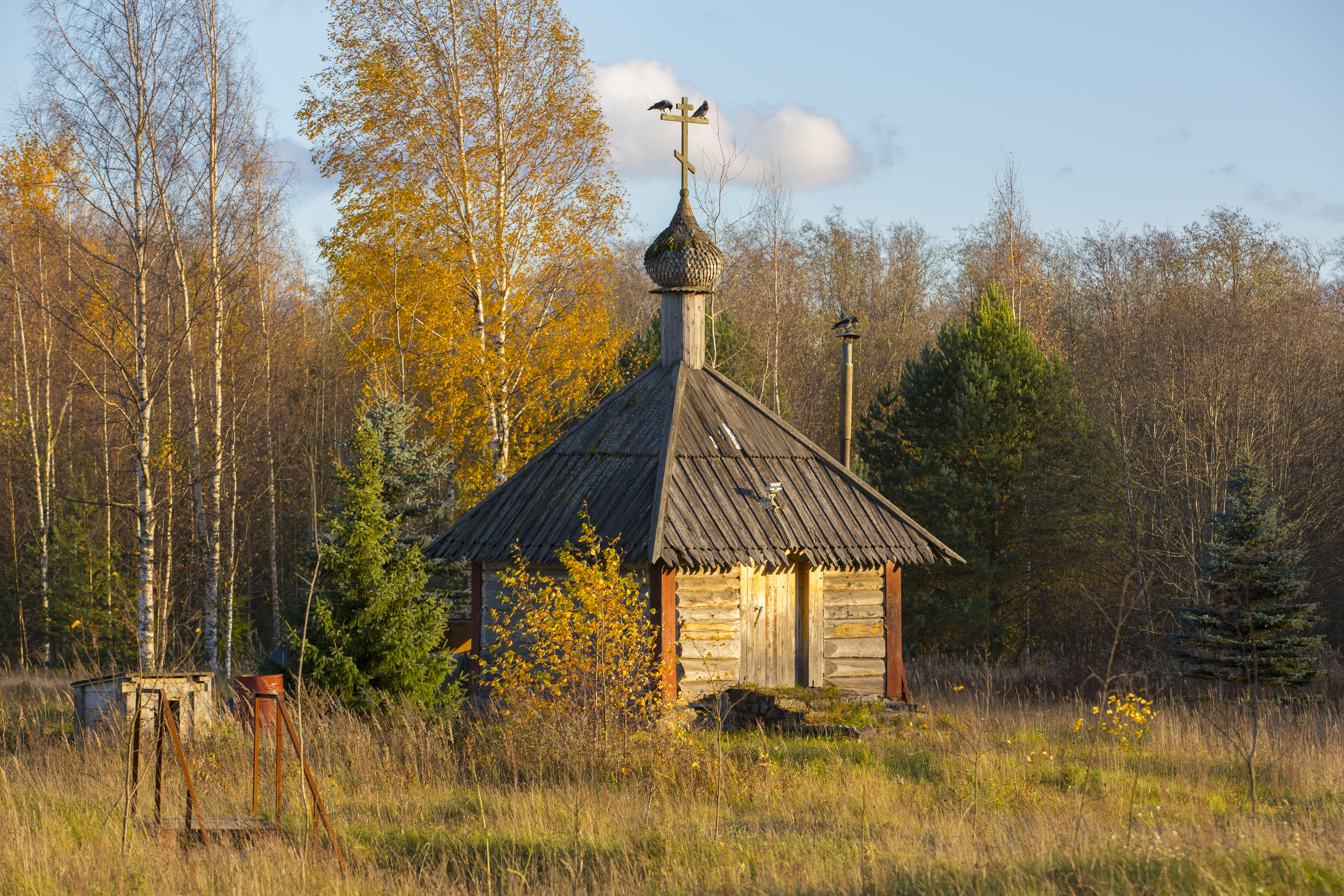
Часовня Тихвинской иконы Божией Матери
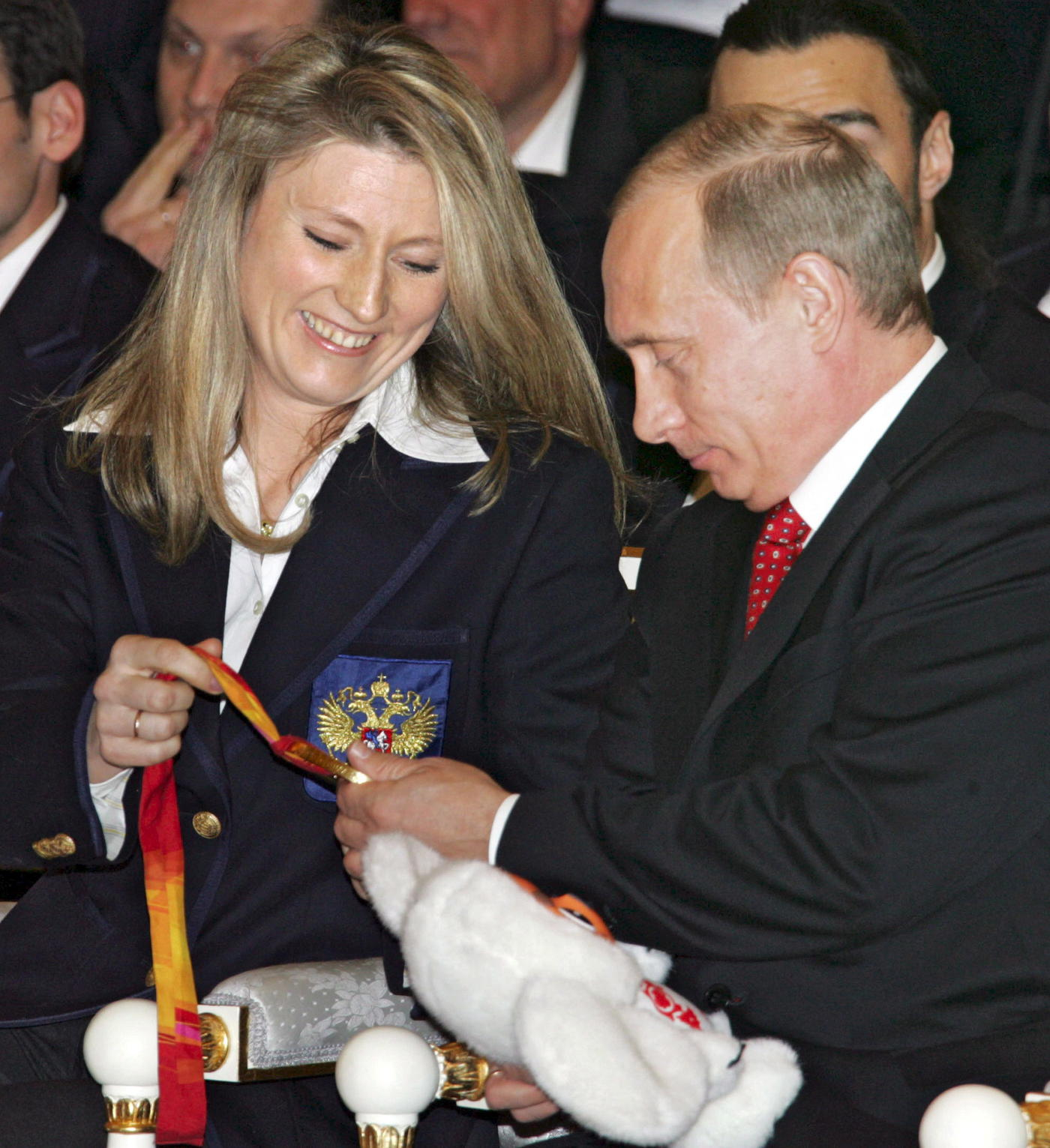
Уроженка посёлка С. С. Журова

## Улицы
казарма 26 км, казарма 45 км, Горский переулок, Грибной, Дорожная, Еловая, Железнодорожная, Карьерная, Комсомольская, Ленинградский проспект, Ленинградское шоссе, Лесная, Лесной переулок, Липовый переулок, Мгинский переулок, Мирная, Мостоотряд-77, Набережная, набережная реки Мги, набережная реки Мойки, набережная реки Невы, Нагорный переулок, Надежды, Невская, Новый переулок, Песочная, Полевая, дорога Санкт-Петербург — Шлиссельбург, Силикатная, Советская, Солнечная, Сосновая, Спортивная, Средняя, Старое шоссе, Хвойная, Цветочная, Чернореченская, Школьная.